# Kenneth Sivertsen
Kenneth Sivertsen (Narvik, 31 agosto 1973) è un ex sciatore alpino norvegese specialista delle prove veloci.

## Biografia

### Stagioni 1991-1999
Sivertsen, originario di Ankenesstrand di Narvik, debuttò in campo internazionale ai Mondiali juniores di Geilo/Hemsedal 1991 e iniziò la sua carriera in Coppa del Mondo il 13 gennaio 1995 nella discesa libera di Kitzbühel, nella quale si piazzò 41º. Tre giorni dopo sulla stessa pista raccolse in supergigante i suoi primi punti nel circuito con il 23º posto.
Esordì ai Campionati mondiali in occasione della rassegna iridata della Sierra Nevada 1996, nella quale si classificò 25º nella discesa libera; ai successivi Mondiali di Sestriere 1997 e Vail/Beaver Creek 1999 gareggiò sia nella discesa libera sia nel supergigante, classificandosi 32º e 30º in Italia e 12º e 11º - suoi migliori risultati iridati in carriera - negli Stati Uniti.

### Stagioni 2000-2004
I migliori risultati in Coppa del Mondo li ottenne nella stagione 2000-2001: quell'anno infatti colse gli unici due podi della carriera, entrambi terzi posti: il primo il 3 dicembre nel supergigante di Vail/Beaver Creek, il secondo l'8 marzo nella discesa libera di Åre. I Mondiali di quell'anno, disputati a Sankt Anton am Arlberg, furono la sua ultima presenza iridata: fu 20º nel supergigante e non completò discesa libera e slalom gigante.
Lo sciatore norvegese rappresentò il suo Paese ai XIX Giochi olimpici invernali di Salt Lake City 2002, sua unica presenza olimpica, arrivando 25º nella discesa libera, 19º nel supergigante e 20º nello slalom gigante. Si ritirò nel 2004; la sua ultima gara in carriera fu la discesa libera di Coppa del Mondo disputata a Chamonix il 10 gennaio di quell'anno, chiusa da Sivertsen al 43º posto.

## Palmarès

### Coppa del Mondo
- Miglior piazzamento in classifica generale: 22º nel 2001
- 2 podi:
  - 2 terzi posti

### Coppa Europa
- 2 podi (dati dalla stagione 1994-1995):
  - 1 vittoria
  - 1 secondo posto

#### Coppa Europa - vittorie
| Data             | Località      | Paese  | Specialità |
| ---------------- | ------------- | ------ | ---------- |
| 20 febbraio 1998 | Sierra Nevada | Spagna | SG         |

Legenda:

SG = supergigante

### Campionati norvegesi
- 8 medaglie[1]:
  - 2 ori (combinata nel 1996; discesa libera nel 1999)[2]
  - 3 argenti (discesa libera, supergigante nel 1996; supergigante nel 1999)
  - 3 bronzi (discesa libera nel 1998; supergigante nel 2001; supergigante nel 2002)